# 源於法語的英語詞
英語中存在大量來源於法語的辭彙。西元1066年，法國諾曼第公爵征服英格蘭，建立諾曼王朝。之後數百年，英格蘭為講諾曼語的王朝統治，大量法語詞彙進入英語。據不同估計，源於法語的辭彙在英語中約佔三分之一至三分之二。
法語中存在部分非拉丁語來源的日爾曼語族詞彙，此類詞彙亦隨法語進入了英語。因為英語本身屬於日爾曼語族，有時難以確定某些日爾曼語族詞彙是否來自法語。
總體而言，軍事、外交、服飾、烹飪、語言學等領域的大量法語詞進入了英語。相反，近年來，電腦技術、市場營銷、電信技術、商業管理等領域的一些英語詞也進入了法語。
需要注意的是，部分法語詞進入英語後，意義或用法發生了改變。如charade法語意為字謎，英語中多用為欺騙之意。此外某些普通意義的法語詞進入英語後所表達的意義的程度加深，如grand，或顯得做作，如extraordinaire，vis-à-vis。

## 辨認方法
以下幾類詞多源於法語：
- -l結尾的詞，如symbol，sandal，control。法語中為-le詞尾 (symbole)。
- -age結尾的詞，如massage，message，reportage。
- -ture結尾的詞，如mixture，temperature，texture。
- -ly/cally結尾的詞，如probably，simply，incredibly，practically，automatically，logically。法語中為-ement/quement詞尾 (probablement)。
- -ice結尾的詞，如voice，choice，price。法語中為-ix詞尾 (voix)。
- -ss/ess結尾的詞，如class，progress，success，process，press，pass。法語中為-sse/ès詞尾 (classe)。
- -ve結尾的詞，如creative，relative，active。法語中為-f/ve詞尾 (créatif)。
- -c/ck/k/que結尾的詞，如mask，disk，check，click，brick，music，electric，toxic。法語中為-c/que詞尾 (masque)。
- -ry/r/ir結尾的詞，如laboratory，popular，similar，military，vocabulary。法語中為-ire詞尾 (laboratoire)。
- -g/gue結尾的詞，如analog，fig，mango，prolog，dialog。法語中為-gue詞尾 (analogue)。
- -ism結尾的詞，如journalism，racism，patriotism 。法語中為-isme詞尾 (journalisme)。
- -ist結尾的詞，如scientist，journalist，dentist。法語中為-iste詞尾 (scientiste)。
- -or/our結尾的詞，如color，doctor，tractor。法語中為-eur詞尾 (couleur)。
- -er/re結尾的詞，如member，center，minister。法語中為-re詞尾 (membre)。
- -y結尾的詞，如battery，biology，technology。法語中為-ie詞尾 (batterie)。
- -oo-結尾的詞，如zoom，zoo，cool。
- -au-/ou-結尾的詞，如pause，sauce，audio，cause，moustache，humour，glamour。
- -nt/nce結尾的詞，如patient，patience，ambulance，arrogant，arrogance。
- -sion結尾的詞，如vision，mansion，version。
- -tion/ction/estion結尾的詞，如portion，section，production，graduation，mention，suggestion，question。
- -ty結尾的詞，如university，electricity，community。法語中為-té詞尾 (université)。
- -able/ible結尾的詞（詞根為法語/拉丁語)，如capable，impossible，terrible。
- -ous結尾的形容詞，如delicious，fabulous，precious。法語為-eux/euse詞尾（délicieux)。
- -ate結尾的動詞，如tolerate，create，enumerate。法語為-er結尾 (tolérer)。
- -ze/se結尾的動詞，如privatize，realize，analyze，paralyze，catalyze，modernize。法語為-ser詞尾(privatiser)。